# アルフレッド・ウォーデン
アルフレッド・ウォーデン（Alfred Merrill Worden、1932年2月7日-2020年3月18日）は、アメリカ空軍の軍人、テストパイロット、技術者、アメリカ航空宇宙局の宇宙飛行士であり、1971年に月を訪れたアポロ15号のミッションでアポロ司令・機械船#司令船の操縦手を務めた。月を訪れた24人の1人であり、司令船エンデバーで月を74周した。
ウォーデンは1932年にミシガン州で生まれ、子供時代は農場で過ごし、ミシガン大学に1年間通った後、ニューヨーク州ウェストポイントの陸軍士官学校に入学した。1955年に卒業すると、パイロットの経験がなかったにもかかわらず、アメリカ空軍に就役することを選択した。彼は戦闘機の飛行に適性があることを証明し、さらに自身の技術を磨き、1966年にGroup 5として選ばれ宇宙飛行士になる前に、テストパイロットになった。アポロ9号ではサポートクルー、アポロ12号ではバックアップクルーを務め、その後、1970年に船長のデイヴィッド・スコット、月モジュールパイロットのジェームズ・アーウィンとともに、アポロ15号の乗組員に選ばれた。
アポロ15号が月軌道に到着し、スコットとアーウィンが月着陸に向けて出発すると、ウォーデンは司令船の中で3日間一人で過ごし、その間に、地球から最も遠く離れた人物となった。この記録は、今でも彼が保持している。彼は多くの月の写真を撮影し、月探査のための一連の機器の操作を行った。地球への帰還途中には船外活動を行い、船外に取り付けられたカメラからフィルムカセットを回収した。これは、歴史上初めての「深宇宙」での船外活動であり、2021年現在でも地球から最も遠くで行われた船外活動である。
地球帰還後、乗組員は、彼らが秘密裏に月に持ち込んだ記念切手を巡る醜聞に巻き込まれた。彼らはNASAから処分を受け、その後2度と宇宙に行くことはなかった。ウォーデンは、1975年までNASAのエイムズ研究センターに勤め、その後、民間企業に入社した。また長年の間、宇宙飛行士奨学金基金に関わり、2005年から2011年まで理事会議長を務めた。2020年に亡くなるまで、新しい宇宙計画や科学教育の推進等の公式行事に数多く出席した。

## 生い立ちと教育
ウォーデンは1932年2月7日にミシガン州ジャクソンで、ヘレン・ガーネット（旧姓：クロウェル、1909年-2004年）とメリル・バングス・ウォーデン（1904年-1978年
の息子として生まれた。6人の子供の2番目で、4人の男子の最年長だった。ジャクソン郊外の農場で育ったが、家族は母方の祖父母が経営するイーストジョーダンの農場で過ごすこともあった。ディブル、グリスウォルド、ブルームフィールド、イーストジャクソンの小学校に通い、ジャクソン高校では生徒会長も務めて卒業した。ボーイスカウトに入り、ファーストクラススカウトのランクを得た。
家庭は裕福ではなかったため、ウォーデンは奨学金を得て勉強を続けた。ミシガン大学でも奨学金を得たが、1年間限定のものだった。勉強を続けるために、アメリカ合衆国の軍学校を探して試験を受け、ウェストポイントの陸軍士官学校とメリーランド州アナポリスの海軍兵学校から入学の許可を得て、陸軍士官学校を選び、1951年7月から通い始めた。彼は後に「残りの人生を農場に生きるという選択はなかった。そのようにして、私はNASAに至る道を歩み始めた」と述べている。
ウォーデンは、特に初期段階の教育を経験し、士官候補生団内でより重い責任を与えられるようになると、ウェストポイントでの要求の多い生活を好むようになった。勉強に加え、クロスカントリー競争、器械体操やチアリーディング等にも参加した。1955年に軍事学の学士号を得て、470人中47番目の成績で卒業した。

## 軍役

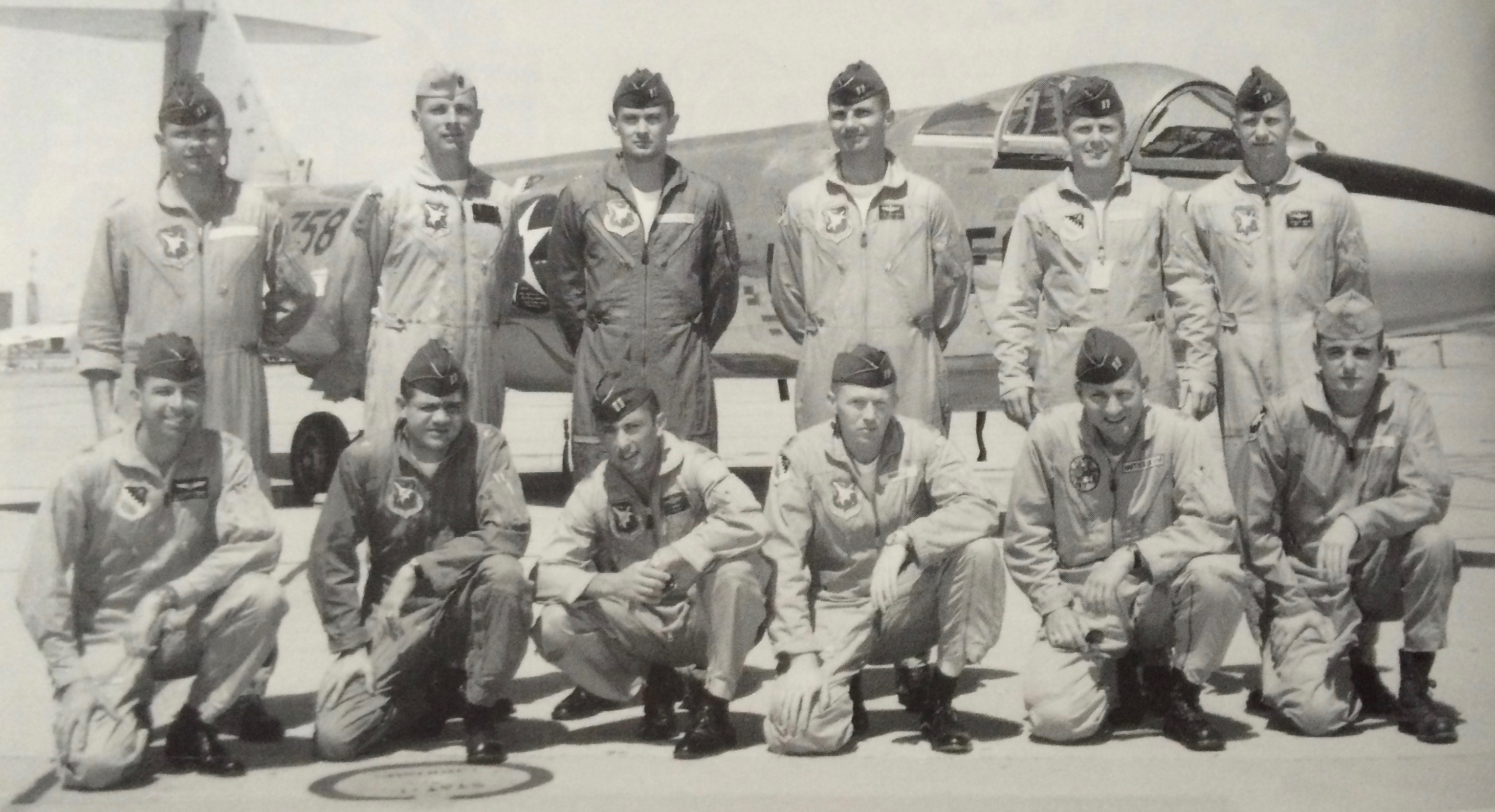
空軍士官学校の1965年卒業生。ウォーデンは、一番右に立っている。

陸軍士官学校を卒業した時点では、ウォーデンにはパイロットの経験は全くなかった。空軍士官学校では、1959年以前には士官候補生が卒業させていなかった。海軍兵学校と空軍士官学校の卒業生は、空軍に就役することを許可され、彼の教官の数人は、この過程を進むことを勧めた。彼は、昇進が早いと考えて空軍を選択したが、後に実際はそうではないことが分かった。
ウォーデンは、テキサス州のムーア空軍基地で初期の飛行訓練を受け、T-34練習機の操縦を学び、飛行機の操縦を好むようになった。さらに、テキサス州のラレド空軍基地でT-33の操縦を学び、8ヶ月後、フロリダ州のティンダル空軍基地で、航空宇宙防衛軍団の訓練でF-86Dに乗った。訓練後の初の配属先は、ワシントンD.C.近くのアンドルーズ空軍基地の第95飛行隊で、そこでF-86D、後にF-102に乗った。1957年3月から1961年5月までパイロットを務めた他、隊のarmament officerも務めた。
自身のキャリアと空軍の利益のため、ウォーデンは1961年にミシガン大学で航空宇宙工学を学んでくるように提案を受け、1963年にはミシガン大学で航空宇宙工学と計装工学の修士号を得た。
卒業後、ウォーデンはアメリカ空軍テストパイロット学校に応募したが、驚いたことに、選考されなかった。彼は、自身の上司が、イギリス空軍との交換プログラムの一環として、イギリスのファーンボローにある帝国テストパイロット学校で訓練を受けることを希望していると知った。その課程は6か月間始まらなかったため、その間は、ランドルフ空軍基地のInstrument Pilots Instructor Schoolで過ごした。クラス2番目の成績でファーンボローでの課程を終えた後、ウォーデンはアメリカ合衆国に戻り、空軍テストパイロット学校の教官となり、司令官であるチャック・イェーガー大佐からの特別な要請を受けて、1965年9月に卒業した。

## NASAでのキャリア

### 選考

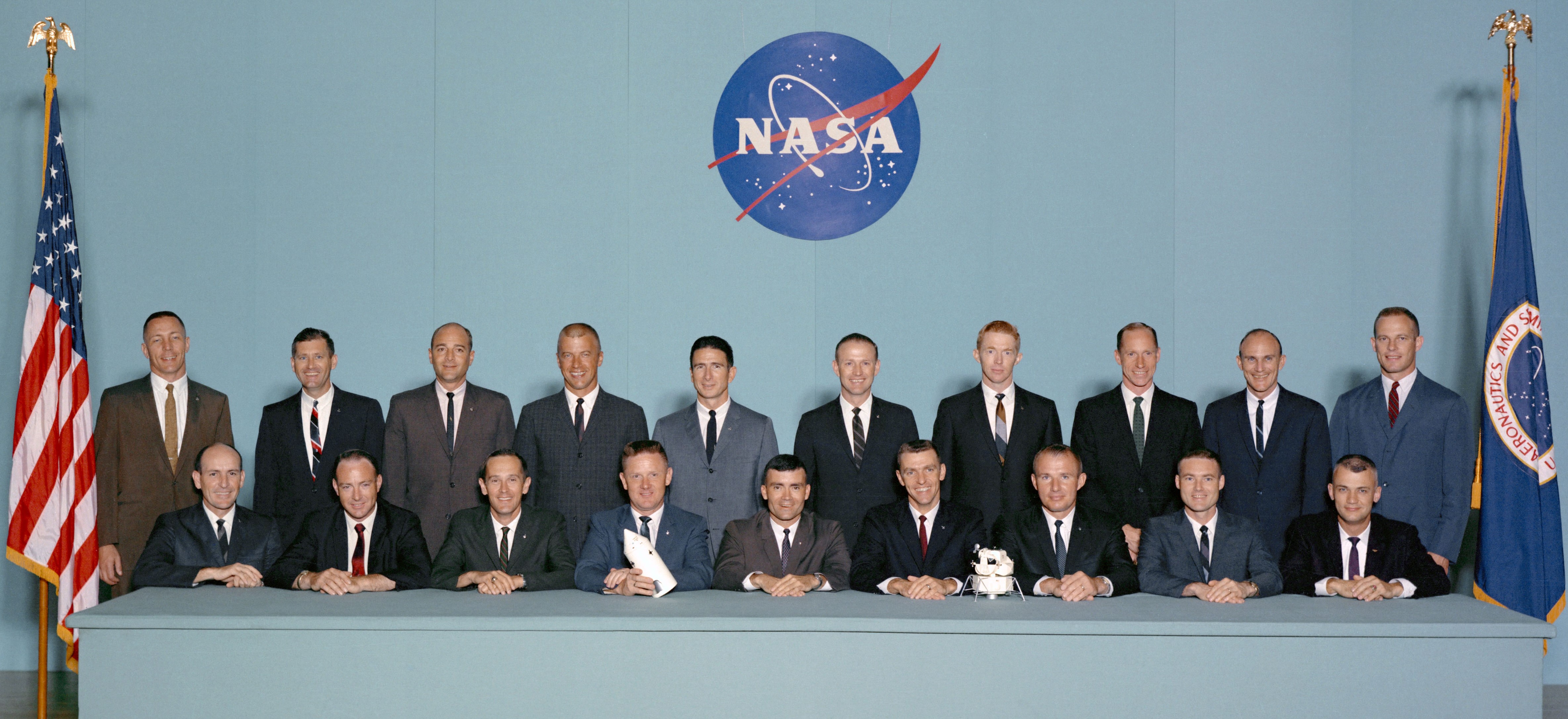
NASAのGroup 5宇宙飛行士。ウォーデンは右から3番目

1963年、ウォーデンはNASAによる3度目の宇宙飛行士の選考に応募した。NASAは、彼がテストパイロットの経験がないにもかかわらず注目していたが、NASAが介入できないファーンボロー行きの命令があったため除外したと知らされた。ウォーデンは、キャリアの選択肢を選べる次のタイミングでは、年齢制限を超えてしまうために、自分が宇宙飛行士になることはもうないと信じていた。
1965年にNASAが5度目の宇宙飛行士の選考を行うと、同時に空軍も有人軌道実験室プログラムの参加者を求めていた。資格要件を満たした空軍のパイロットは、そのどちらかまたは両方に自由に応募することができた。空軍のプログラムの方は軌道に乗らないと考え（この予想は後に正しかったことが証明された）、ウォーデンは、1965年9月にNASAの応募にのみ申請した。彼は最初の自伝で、「専門的には、それ以上は望めないと考えた。テストパイロットであることさえ、宇宙飛行士であること、宇宙船を作ることとは、比べられない」。選考基準では、候補者は1929年12月1日以降の生まれである必要があり、年齢制限が34歳から36歳に引き上げられた。選考時34歳のウォーデンは、1996年4月に、テストパイロット学校の同級生であるスチュアート・ルーサ及びチャールズ・デューク、その他4人の卒業生とともに、19人の候補者に選ばれた。
期待の集まるアポロ計画及びアポロ応用計画に多くの宇宙飛行士を投入できるようにとのNASA上層部の意向を受け、Flight Crew OperationsのDirectorであるドナルド・スレイトンは、彼が資格があると見なした候補者全員を宇宙飛行士として採用した。予算の削減と他のプログラムへの流用は、飛行の数が比較的少なくなることを意味し、ウォーデンはアポロ計画に向けた競争が激しくなるにつれ、よりベテランの宇宙飛行士が新しく競争に参加してくるのを腹立たしく感じた。

### 初期の任務
1966年3月、宇宙飛行士室長のアラン・シェパードは、ウォーデンを第5次選考で選ばれた同期のケン・マッティングリー、ジャック・スワイガート、ロナルド・エヴァンス、ヴァンス・ブランドの4人とともに、ピート・コンラッド率いるブロックII司令船担当の宇宙飛行士チームに指名した。ブロックI司令船は、アポロの最初の地球周回飛行だけのために設計され、実は有人宇宙ミッションで宇宙飛行したことはなく、月軌道を訪れたのはブロックII司令船である。その数か月後、ウォーデンは、フレッド・ヘイズ、エドガー・ミッチェルとともに、2度目のアポロ有人ミッションのサポートクルーに選ばれた。アポロ計画のサポートクルーは、正規の乗組員及びバックアップクルーが時間の関係でできなかったことを行う。ウォーデンは、スレイトンを含むNASAの経営層が彼に満足していることを示すものとしてこの任務を引き受けた。
1967年1月27日、試験中のアポロ1号の宇宙飛行士が発射台で死亡したことを知らせるスレイトンからの緊急電話を受けた際、ウォーデンは、ブロックII司令船の建造が行われるカリフォルニア州ダウニーのノースアメリカンの工場にいた。ウォーデンはその場にいた他の宇宙飛行士にその情報を共有し、ヒューストンに引き返した。彼は特に、アポロ計画の最初の乗組員になるはずだった3人の熟練した宇宙飛行士が飛行中ではなく地上で亡くなったことを悲しんだ。その後の安全レビューが完了するまでの間、ウォーデンは、スワイガートら他の司令船の専門家とともに多くの時間をダウニーで過ごし、ブロックII司令船から可燃性物質やその他の危険につながるものを取り除くよう努力した。一時的な中断の後、司令船とアポロ月着陸船の地球軌道上での試験を含むアポロ計画の2度目のミッションでもサポートクルーを務めた。
このミッションは、当初はアポロ8号と呼ばれた。月着陸船の開発が遅延し、1968年8月、NASAのジョージ・ロウは、10月のアポロ7号がうまくいった場合、計画を中断させないために、アポロ8号は月着陸船なしで月軌道にいくべきだと主張した。地球軌道試験はアポロ9号となった。アポロ8号への登場が予定されていたジェームズ・マクディビット率いる乗組員はアポロ9号の乗組員となり、ウォーデンはミッチェル、ジャック・ルーズマとともに、そのミッションのサポートクルーとなった。

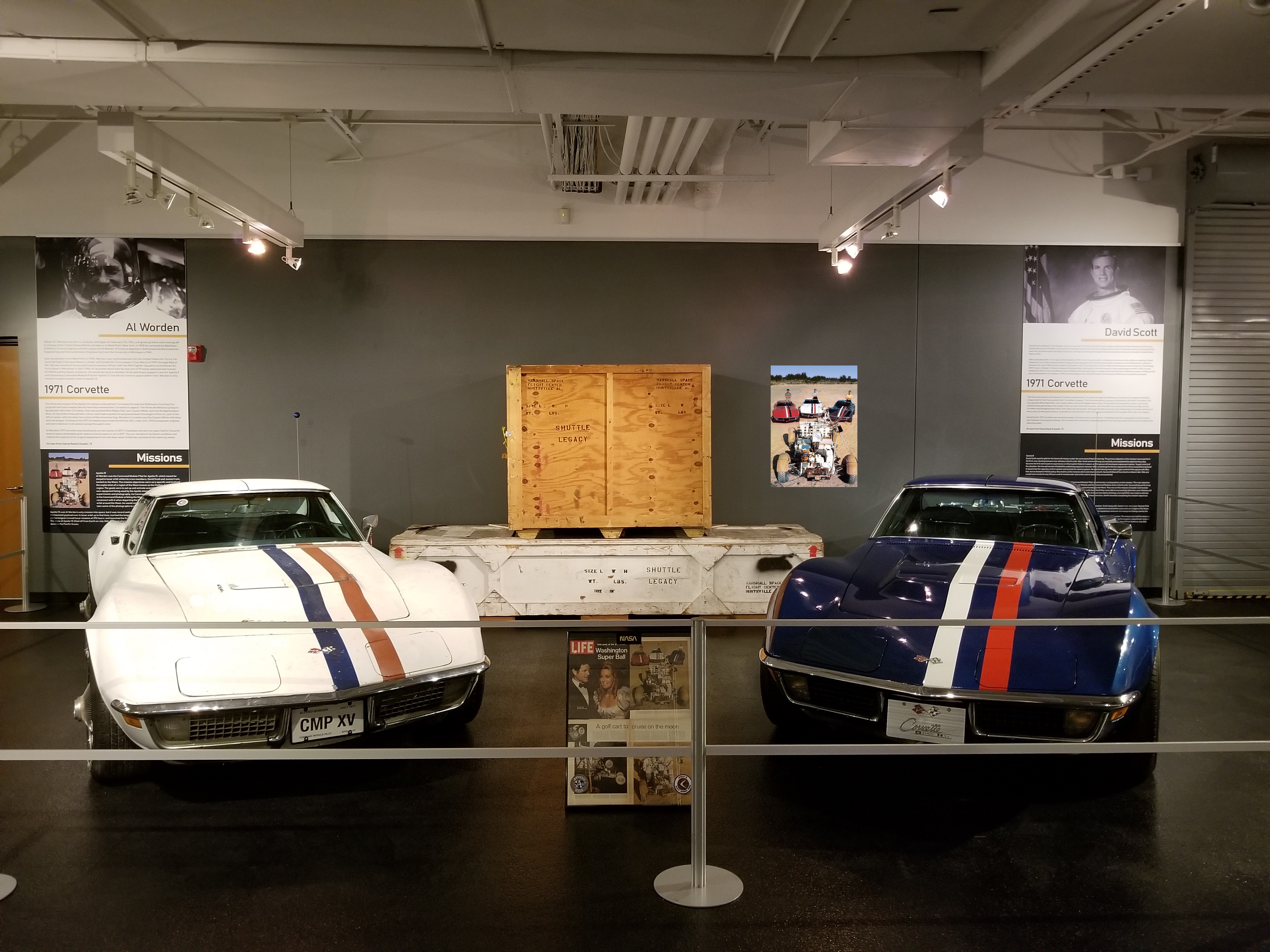
ウォーデン（左）とスコットのコルベット。2019年撮影

ウォーデンは、アポロ12号の司令船パイロットのバックアップに指名された。アポロ9号の司令船パイロットはデイヴィッド・スコットであり、スレイトンによって確立された乗組員のローテーションのルールに則ると、アポロ12号のバックアップ船長、アポロ15号の船長になるはずであり、ウォーデンもアポロ15号の司令船パイロットになる可能性があった。ジェームズ・アーウィンは、アポロ12号の月着陸船パイロットのバックアップに指名され、同様にアポロ15号の乗組員となる可能性があった。スレイトンは自伝の中で、ウォーデンはアポロ9号のサポートクルーであり、彼に「論理的な選択」をさせたと語った。ウォーデンも自伝の中で、彼とアーウィンは、スコットのオフィスでの会合中にアポロ12号の乗組員に選ばれたことを知ったと書いている。
アポロ12号の司令船パイロットのバックアップとして、ウォーデンは、一緒に訓練を行った正規司令船パイロットのリチャード・ゴードンと生涯にわたる親友となった。ウォーデンは、「ディックは自分のバディだった。彼がアポロ12号に向けて訓練し、自分がそのバックアップだった1年半の間、一緒に飛行し、一緒に仕事をした。私達はどこにでも一緒に行った。非常に熱心に働いたが、同時にとても楽しかった」と回想している。ゴードンとウォーデンは、万一ミッションコントロールとの通信が途絶えた場合にも帰還できるように、宇宙でのナビゲーション技術を学んだ。ウォーデンは、ピート・コンラッド率いるアポロ12号の正規乗組員は強い関係で結ばれ、ケネディ宇宙センターでお揃いの黒色と金色のシボレー・コルベットを運転していたことを思い起こす。これに対して、バックアップの乗組員は、アーウィンは赤色、ウォーデンは白色、スコットは青色の車を用意した。これらは、各人の個性を強調したもので、特にこの3台が同時に見られることは滅多になく、宇宙飛行士と知られたくない時には目立たないものだった。

### アポロ15号

#### 準備と打上げ

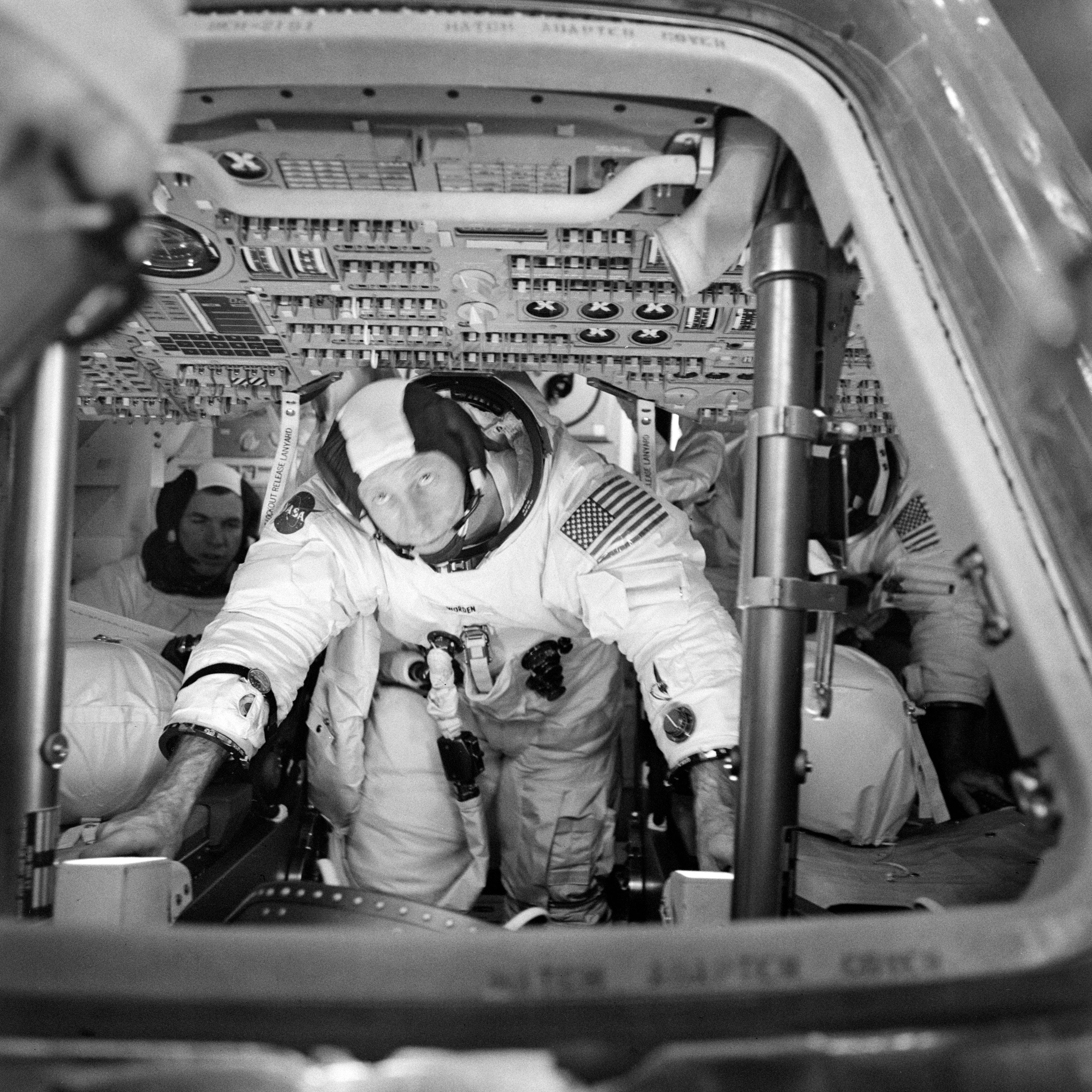
司令船での訓練中

スコット、ウォーデン、アーウィンは、1970年3月26日にアポロ15号の乗組員に公式に指名された。アポロ15号は当初、H型ミッションとして、33時間の限られた月面滞在の間に2度の月面歩行を行う予定だったが、1970年代中盤に2度のアポロ計画が中止されたことにより、J型ミッションに変更となり、3日間の滞在中に3度の月面歩行が行われ、LRVが初走行し、機械船には一連の科学機器が積まれて月を探査した。2人が月面歩行をする間、これらの機器を操作するのはウォーデンの役割だった。史上初めて、月軌道上からの観測がミッションの正式な目的とされ、アポロ13号及びアポロ14号の司令船パイロットと同様、ウォーデンは訓練中、地理学者のファルーク・エル・バス
から、アメリカ合衆国西部の山脈や砂漠の上を飛んだ際、自身が見たものをどう解釈するかを学んだ。彼はまたハワイ、メキシコ、アイスランド等、月に似た地形を歩く訓練の際にも同僚宇宙飛行士に同行した。彼は、万一月着陸船が間違った軌道に入った場合、スコットとアーウィン抜きで地球に戻るか、彼らを救助に行く訓練も行った。訓練で忙しくない時には、多くの時間をダウニーのノースアメリカンの工場で過ごし、アポロ15号の司令・機械船の製造及び試験を監督した。
ミッションに発つ前、ウォーデンは子供向けテレビ番組であるMister Rogers' Neighborhoodに出演した。彼は、NASAは将来のミッションを支える子供達への啓発にもっと取り組むべきであると考えていた。番組の司会者のフレッド・ロジャースは、旅行に出かける両親のための番組を作ることを計画していて、ウォーデンの出演はそれによく噛み合うと考えた。ウォーデンは月に行く前に番組に出演し、子供達からのいくつかの質問に答えた。彼はその他のいくつかを書き留め、それを宇宙船に持って行って宇宙旅行の最中にそれについて考え、ミッション終了後に再び番組に出演して回答することを約束した。
アポロ15号は、1971年7月26日にケネディ宇宙センターから打ち上げられた。月遷移軌道に入ると、ウォーデンは司令・機械船のスラスタを操作して導爆線で司令・機械船エンデバーをブースターから切り離した。その後、ウォーデンは手動操縦で司令・機械船をS-IVBの先端に取り付けられた月着陸船ファルコンとドッキングさせた。ドッキングした宇宙船は、その後爆発によりS-IVBから切り離された。

#### 月軌道
月軌道に入ると、スコットとアーウィンはファルコンに乗り込み、ウォーデンはエンデバーに残った。2機の分離に失敗し、ファルコンとその乗組員が月着陸の準備をできなかった時には、ウォーデンはドッキングトンネルに入り、緩んだアンビリカルケーブルを繋ぎ直して問題を解決した。エンデバー内のウォーデンは、スコットとアーウィンが月面に向けて降下し、着陸した音を聞くことができたが、着陸が予定された瞬間にターゲット地点の上空を通過したものの、後の軌道まで、ファルコンの姿を見つけることができなかった。彼は科学実験の準備のために、司令・機械船のメインエンジンを点火してエンデバーを2機が分離した低軌道から120.8km×101.5kmの軌道まで押し上げた。
ウォーデンは、別のCAPCOM及びミッションコントローラとともに、月面の乗組員とは別のミッションを開始した。月軌道に独りでいた間の彼の主な仕事は、写真撮影とSIMベイの機器の操作であった。以前は未使用だったサービスモジュールのスペースを埋めるように、SIMベイには、ブームの先端に取り付けられたガンマ線分光計や、X線分光計、またミッションの途中で故障したレーザー高度計等が積まれていた。恒星カメラと測量カメラが一体となってマッピングカメラを構成し、コロナ偵察衛星技術を応用したパノラマカメラにより補完された。また他には、月の火山作用の証拠を集めるアルファ粒子分光計や、宇宙船からの混入の影響を避けるためにブームに取り付けられた質量分析計等があった。彼は撮影した写真に、言葉による補足を付けた。エンデバーの傾斜軌道のおかげで、以前に詳細に見ていなかった地形の上を通過することができた。月の裏から地球が見える位置に出てミッションコントロールとの通信が回復すると、毎回、ウォーデンは様々な言語で「こんにちは、地球。エンデバーからの挨拶です」と挨拶した。ウォーデンとエル・バズはこのアイデアを思いつき、一緒に翻訳を行った。
忙しくはあったが、彼にはまだこの経験をじっくり味わう時間があった。自身が再び月を訪れる可能性が引くことに気づいており、全ての経験を吸収しようと決心していた。彼は、全ての休息時間を睡眠に充てることは必要とせず、その時間の一部を、宇宙船の外に何があるか、またそれが何を意味しているか、について熟考することに費やした。エンデバーの窓を通して、彼は月、地球、そして恒星を見た。彼は地表の観測者よりも、より多くの恒星のより強い光を見ることができた。彼は、地球が生命を育んだ宇宙で唯一の星であるというのは甘い考えであり、宇宙探査は、太陽系だけに囚われることを避けるための人類の生存本能の一部であるのではないかと結論付けた。
ギネス世界記録は、エンデバー滞在中のウォーデンを「最も孤立した人物」と認定している。単独で月軌道に滞在していた時、彼は最も近くにいた人間であるファルコン内のスコットとアーウィンから、最大で3,597km離れた位置にいた。彼は後に「宇宙船内で全て独力の素晴らしい3日間」を楽しんだ、そして戦闘機のパイロットとして一人でいることには慣れていたと語っている。そして「月の裏では、ヒューストンと会話する必要すらなく、飛行中最も良い部分だった」と回想している。

#### 帰還

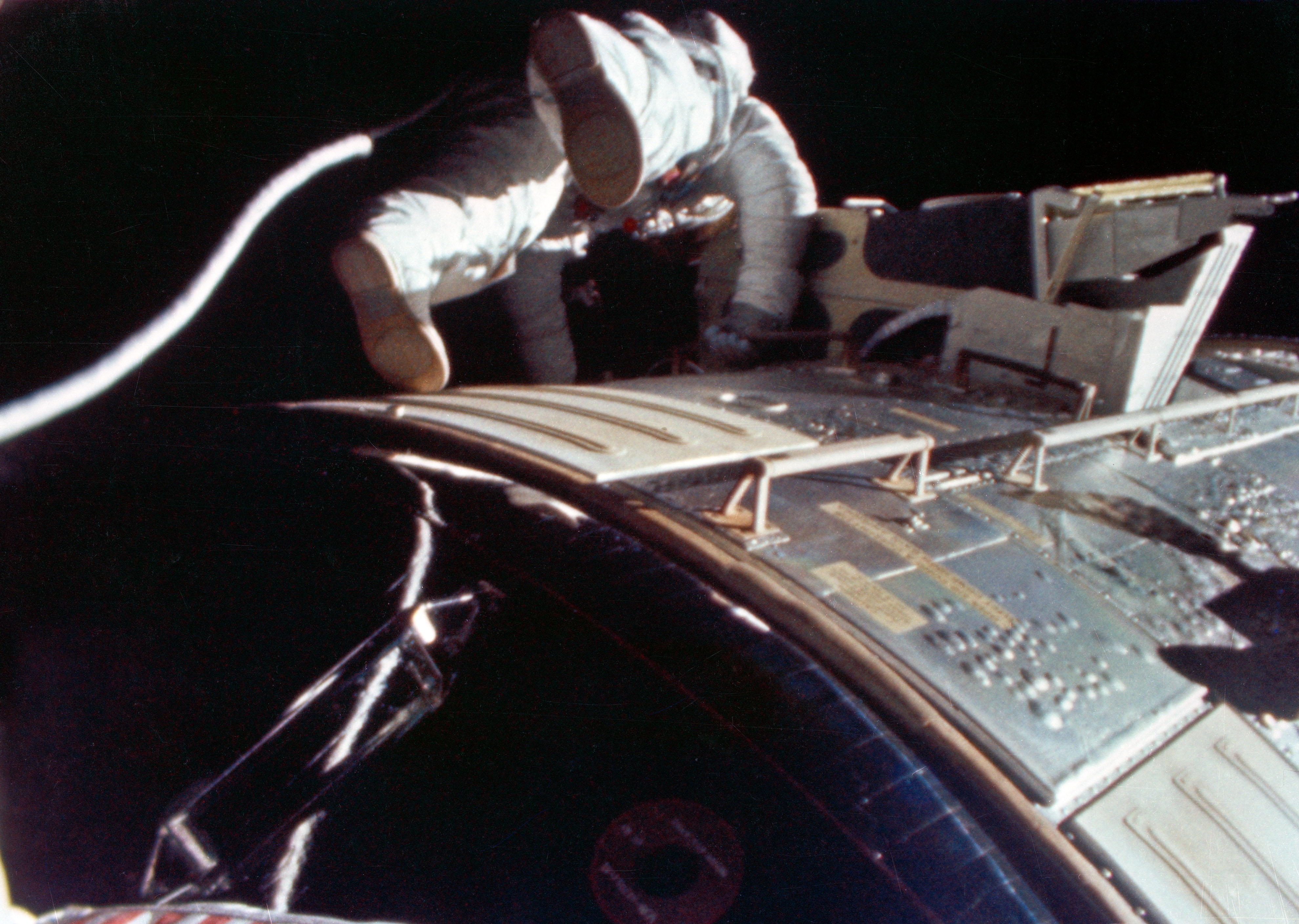
地球への帰還中、史上初めて深宇宙での船外活動を行った。

ファルコンが月面を離れると、ウォーデンは『アメリカ空軍の歌』を再生した。これは、ミッションコントロールだけに聞かせることを意図していたが、月着陸船にも伝えられ、スコットの迷惑になり、彼をいくらか悔しがらせた。ウォーデンは司令・機械船を、スコットは月着陸船を操縦し、月軌道ランデブーを行った。第一月周回軌道でランデブーが行われたのは、アポロ14号以来、2回目であった。
エンデバーは、地球遷移軌道に入るまでに、月周回軌道を74周した。地球への帰路、ウォーデンは船外カメラからフィルムを回収するために38分間の船外活動を行った。これは初めての深宇宙での船外活動であり、ウォーデンはそこに設置されている機器の状態に関する個人的な観察結果を報告した。これは2020年時点で、地球から最も遠い船外活動の記録である。アポロ15号は太平洋に着水し、強襲揚陸艦オキナワに回収された。ウォーデンの宇宙滞在時間は、295時間11分であった。

### 記念切手を巡る醜聞

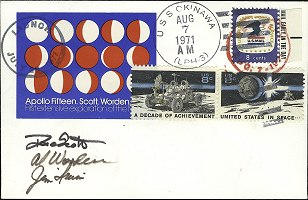
ヘンリックのためのカバーの1つ

乗組員はミッション前に、西ドイツの切手商であるヘルマン・ジーガーの代理で知り合いのウォルター・アイアーマンという人物と、各人約7000ドルの報酬と引き換えに100枚の初日カバーを月面に持ち込むとの約束を交わしていた。乗組員は各々追加で100枚ずつを持ち込んだが、2枚は破損していたため破棄され、合計398枚となった。これらは、打上げ前にスコットの宇宙服のポケットに入れてエンデバーに持ちこまれ、ファルコンに移されてランダーの中で3日間を月面で過ごした。帰還後、100枚のカバーは西ドイツのアイアーマンに返却され、乗組員は合意した額の支払いを受けた。NASAのルールでは、アポロに持ち込まれる個人的な物品は、重量その他の理由で明示したうえでスレイトンの承認を受ける必要があったが、これらはそうしていなかった。乗組員は、子供のための信託資金を準備するためである、アポロ計画が終了し彼らがNASA及び空軍を去るまでカバーは販売しないし宣伝もしない、等と弁明した。宇宙飛行士は、1967年発効の行動基準により、自身または他者の経済的利益のために自身の立場を利用することを禁じられていた。
スコットにより持ち込まれた398枚に加え、ウォーデンは、引退した映画監督で切手収集家のF・ヘリック・ヘリックの要望で144枚のカバーを宇宙に持ち込んでいた。これらは予めスレイトンの承認を経ていたもので、ウォーデンがこれらをどうしたのかは尋ねられなかった。ウォーデンはこの100枚をへリックに送り、へリックはこのうち何枚かを売り払った。これがきっかけでNASAに問合せがあり、スレイトンはウォーデンにこれ以上の販売を止めるように警告した。ウォーデンはへリックに、切手の販売は彼のキャリアをリスクに晒すことになると怒りの手紙を書いた。
スコットが西ドイツに送った100枚のカバーは、1971年末にジーガーの顧客に1枚約1500ドルで販売された。乗組員は受け取った金を返却し、結局何の補償も受け取らなかった。スレイトンはジーガーのカバーの話を耳にし、ウォーデンとアーウィンに話すと、二人はスコットのせいだとした。スレイトンはウォーデンが切手収集家だと知っており、彼が2つの取引を差配したのではないかと疑い、詳細を聞くために何度も電話をかけた。1972年4月、スレイトンはスコット、ウォーデンと会い、未承認の切手カバーがアポロに持ち込まれたことを知った。ウォーデンは、この面会で最も彼を傷付けたのは、尊敬していたスレイトンの落胆だったと回想した。
アポロ15号の乗組員は、アポロ計画最後のミッションとなるアポロ17号でバックアップクルーを務めることになっていた。これは、その後の計画で月に行く見込みのない新人を育成するよりは、経験のある宇宙飛行士を使った方が簡単だったためである。しかし、ウォーデンの記憶では1972年5月、地理訓練の準備をしていた最中にスレイトンは彼を呼び出し、オフィスを片付けて空軍に戻るように指示した。クレイトンはアーウィンを説得して引退させ、NASAに新しいバックアップクルーを任命させていた。ウォーデンはオフィスの片づけをせず、宇宙飛行士ではなくともNASAに残る方法を模索し始めた。スレイトンは、宇宙飛行士の数を減らす必要があり、アーウィンとミッチェルは軍を引退する資格もあるため真っ先に候補に挙がったが、切手カバーの一件もあって、その次に最も容易に勧告できる宇宙飛行士がウォーデンだったと語った。
1972年6月にはこの件が公表され、3人の乗組員は、7月10日に判断力の欠如に対し懲戒処分を受けた。8月3日には、アメリカ合衆国上院の航空宇宙科学委員会による聴聞が行われ、宇宙飛行士の他、スレイトン、NASA長官のジェームズ・フレッチャー、副長官のジョージ・ロウが証言した。スレイトンは供述書に、「彼らはさっぱりしてしこりも取れているが、私はまだこれについてかなり腹を立てている」と書いた。
ウォーデンはまだNASAでの仕事を探しており、委員会の前に、自身が働くことに合意してくれる人がいた場合、NASAに留まることができると言われたと証言した。有人宇宙飛行部門の副責任者であったデイル・D・マイアーズは、彼をカリフォルニア州のエイムズ宇宙センターで職を得ることができるよう手助けした。ロウによると、NASAは、懲戒処分を受けた宇宙飛行士が空軍でそれ以上昇進できず、また空軍には宇宙飛行士の能力に見合う仕事がないことから、宇宙飛行士は宇宙飛行の任務を外れても、NASAの他の部署での仕事を求めると気づいていた。エイムズ宇宙センターでは、ウォーデンはSenior Aerospace Scientistとして働き、1973年から1975年には、Systems Study Divisionのチーフを務めた。1975年に大佐の階級でNASA及び空軍を引退した。
彼は最初の自伝で、自身は「自分の人生を完全に不可逆的に滅茶苦茶にする決定」の責任を取っているものの、スコットは責任を十分に負っていないと感じていると書いている。また、死後の2021年に出版された2冊目の自伝では、スレイトンは彼を解雇したくはなかったが、その上司のクリストファー・クラフト・ジュニアが彼を解雇したがったと信じていると書いた。アポロ10号船長のトーマス・スタッフォードは、ウォーデンの発の著書の後書きに、「アポロに乗せられた何枚かのカバーの短期間の宣伝のために、アルは自身の努力をやめるべきではなかった」と書いた。ウォーデンは後に、「私達はもしかしたら世界で最も賢いことをしなかったかもしれないが、違法なこともしなかった。私達は、他の誰もがしなかったことは何もしなかったが、その結果は私達にとってかなり深刻であった」と語った。

## NASA以降の活動
NASAと空軍を退職した後、ウォーデンは、Alfred M. Worden, Inc.,を設立した。また、ミシガン州ミッドランドのノースウッド大学でEnergy Management Proguramのディレクターを務めた。1982年、ウォーデンは、フロリダ州第12区からアメリカ合衆国下院選挙に出馬したが、共和党の予備選挙で州の上院議員トーマス・ルイスに敗れた。選挙には敗れたが、彼はこの出馬を人生の到達点と位置付け、「私はそうすることがとても重要だと思った。私は全てをそこに注ぎ込んで失ったが、大丈夫だ」と語った。
スコットが持ち込んだ298枚のカバーとへリックとの契約だった61枚の封筒は、ウォーデンらが提出を求められ、NASAが保管していたが、1973年8月に国立公文書館に移管された。彼の理解では、これらのカバーはNASAの調査を受けた後、返却されたはずであり、1983年にウォーデンは政府を訴えた。裁判に勝てないと考えた政府は、カバーを返却し、298枚は3人の宇宙飛行士が分けて受け取った。ウォーデンは、出馬の際の借金返済のため、そのうち何枚かを販売した。
ウォーデンは今でも、元宇宙飛行士の中には、切手カバー醜聞のせいで、不信感を持って彼を見ている者もいると信じている。1984年、彼は、科学の得意な学生に奨学金を提供するため、元宇宙飛行士により設立されたマーキュリー・セブン基金に参画し始めた。ウォーデンは当時、ケネディ宇宙センターの近くに住んでおり、マーキュリー・セブンが年を取るにつれて、彼や他の後輩宇宙飛行士は大きな責任を負うようになっていった。組織の名前は2005年に宇宙飛行士奨学金基金と変更され、ウォーデンは理事会議長に選ばれ、2011年まで務めた。
ウォーデンは、1996年にビジネス界から引退するまで、Jet Electronics and Technology, Inc.,とグッドリッチの役員を務めていた。2011年の自伝Falling to Earth: An Apollo 15 Astronaut's Jarney to the Moonは、ロサンゼルス・タイムズのベストセラーリストでトップ12に選ばれた。彼は、1974年にHello Earth: Greetings from Endeavour(1974年)と詩集、I Want to Know About a Flight to the Moonという子供向けの本も出版している。
「アル」として広く知られ、多くの機会に人前に登場し、最もアクセスしやすい元宇宙飛行士の一人であった。ウォッカのロックを片手にいつでも話をする準備ができていた。2018年には、映画を用いて、次の世代の火星到達を目標とするBack to Space organizationに宇宙飛行士コンサルタントとして加わった。2018年に公開されたニール・アームストロングの伝記映画である『ファースト・マン』では、テクニカルコンサルタントを務めた。2019年には、宇宙探査者になりたい若者とその教師をアラバマ州のスペースキャンプに招待することを目的とするAstronaut Al Worden Endeavour Scholarshipを設立した。

## 受賞等

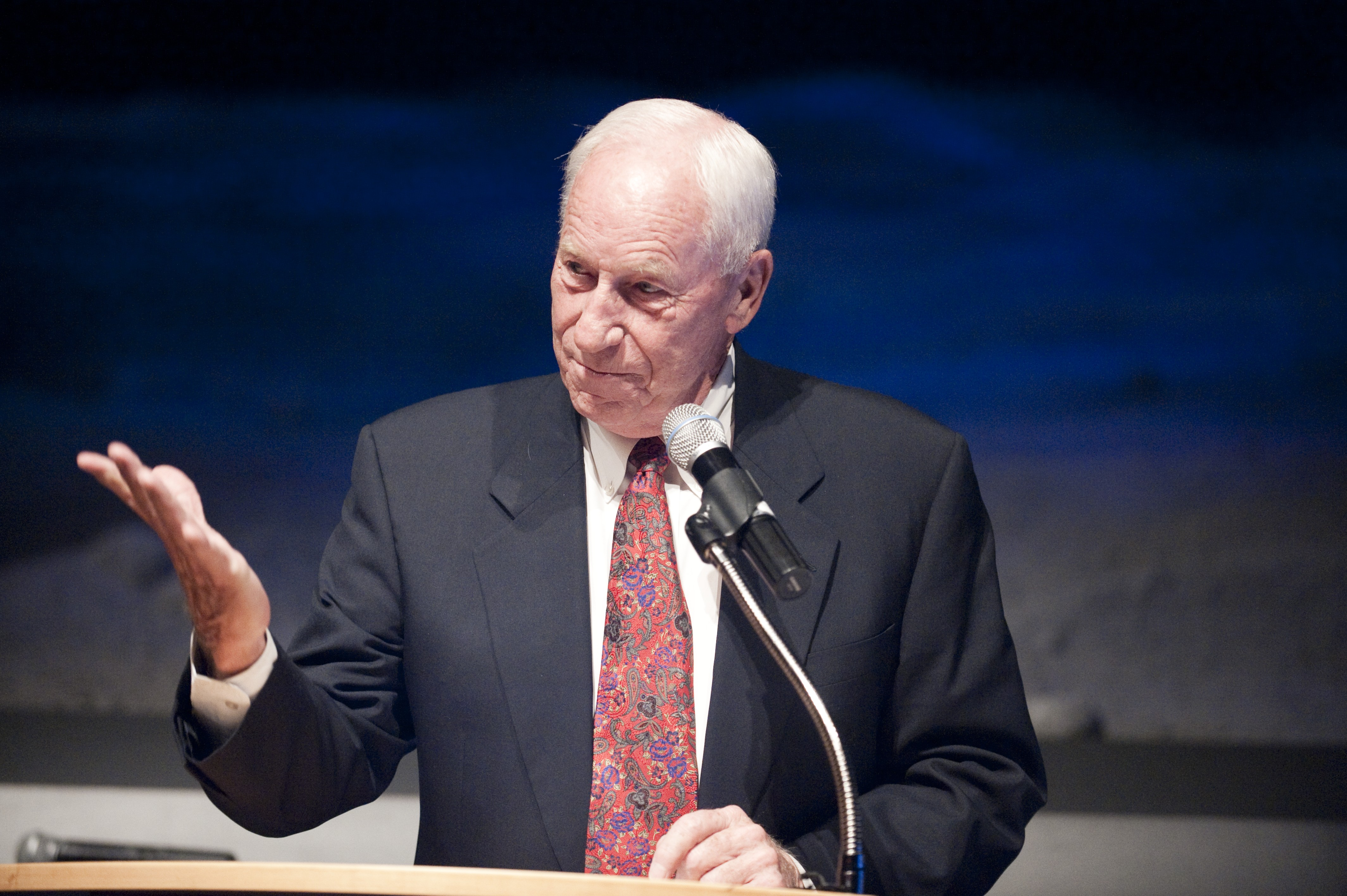
2009年にNASA's Ambassador of Exploration Awardを受賞した。

1971年にはw:NASA Distinguished Service Medal、コリアー・トロフィーを受賞した。1983年にはw:International Space Hall of Frame、1997年にはw:United States Astronaut Hall of Frameに選ばれた。2009年には、NASA Ambassador of Exploration Awardを受賞した。2016年には、サンディエゴ航空宇宙博物館のw:International Air & Space Hall of Frameに選ばれた。
ウォーデンを含むアポロ15号の乗組員は、1971年に国連平和賞の初の受賞者となった。彼らは、1971年にw:Collier Torophy、1971年にKitty Hawk Memorial Award、1972年にAIAA Haley Astronautics Awardも受賞した。ウォーデンは、1971年にミシガン大学から航空宇宙工学の名誉博士号も授与された。

## 私生活等

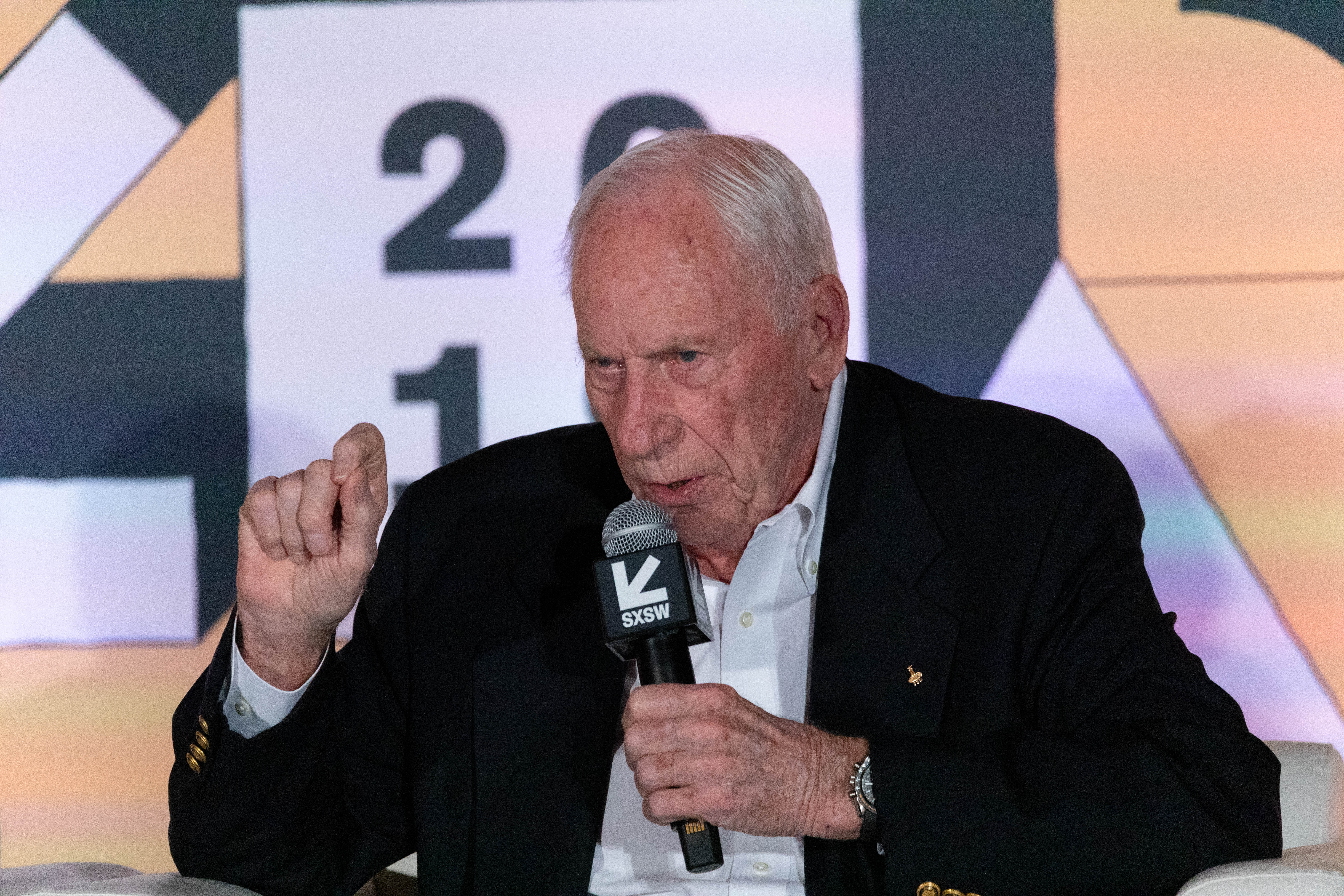
2019年のウォーデン

士官候補生だった頃にブラインドデートで知り合ったPamela Vander Beekと1955年6月に結婚した。2人は、ウォーデンがアポロ15号の乗組員に選ばれる直前の1969年12月に離婚した。これによりウォーデンは、計画中に離婚し、その後宇宙を訪れた初めての人物となった。
。アルとパメラは離婚後も通りを挟んだところに住み、ウォーデンはその後も娘の生活への関与を続けた。彼は当初、w:Astronaut Wives Clubから避けられていたが、やがてそれも終わった。
1974年にはSandra Lee Wilderと再婚し、1980年1月に離婚した。1982年7月にはJill Lee Hotchkissと3度目の結婚をしたが、彼女は2014年5月に死去した。最初の妻パメラとの間に2人の娘、メリルとアリソンがいる。また、3番目の妻との間に、義理の娘タマラがいる。趣味は、ボーリング、スキー、ゴルフ、ラケットボール等で、ピアノも弾く。
1998年、HBOのテレビドラマ『フロム・ジ・アース/人類、月に立つ』では、彼の役はマイケル・レイナーが演じた。

## 死去
Hello Earth! Your life is finite.

Does the answer lie out here?

If we don't resolve our problems,

Life on Earth may be too dear.
ウォーデンは、2020年3月18日にテキサス州シュガーランドの介護付き住宅で亡くなった。88歳だった。彼は、テキサス州リーグシティの自宅で感染症に苦しみ、ヒューストンのテキサス医療センターで治療を受けて、シュガーランドの施設で回復途上であった。
死去に際し、追悼の言葉が多く捧げられた。NASA長官のジェームズ・ブライデンスタインは、「アルはアメリカのヒーローだ。宇宙空間や地球上での彼の業績は忘れられることはない」と述べた。アポロ11号の乗組員で同じ陸軍士官学校卒業生のバズ・オルドリンは、"Line of Grey, Be Thou at Peace!' Godspeed Al."とtweetした。ウォーデンの名を冠した基金を一緒に立ち上げたKallman Worldwode, Inc.,の社長であるTom Kallmanは、「彼はSTEM教育に力を入れていたが、彼のメッセージの大事なところはいつも「それがあなたをどこに導いたとしてもあなたの情熱に従いなさい」というものだった」と語った。アメリカ合衆国副大統領のマイク・ペンスは、「我々はアルのような宇宙の開拓者の肩に立っている。アメリカはいつも彼が成し遂げたことに驚嘆し、これまでよりもさらに遠くにさらに速く行くためのインスピレーションを彼に求める」と語った。
2020年9月19日にウォーデンの人生を祝う会が行われた。当初はオンラインとオフラインのハイブリッドで行われる予定だったが、新型コロナウイルス感染症の世界的流行のため、延期となり、オンラインのみの開催となった。ウォーデンと同じGroup 5で宇宙飛行士に選ばれたデューク、ハイゼ、ルーズマもウォーデンに敬意を表した。

## 著書
- Hello Earth; Greetings from Endeavour, Nash Publishing (1974), ISBN 978-0-8402-1343-3
- I Want to Know About a Flight to the Moon, Doubleday (1974), ISBN 978-0-385-05837-7
- Falling to Earth: An Apollo 15 Astronaut's Journey to the Moon with Francis French, Smithsonian Books (2011), ISBN 978-1-58834-309-3
- Astronaut Al Travels to the Moon with Francis French, Illustrated by Michelle Rouch , Bookpress Publishing (2021), ISBN 978-1-94730-527-4
- The Light of Earth: Reflections on a Life in Space with Francis French, University of Nebraska Press (2021), ISBN 978-1-49622-865-9